# Wereldkampioenschap Twenty20 vrouwen 2010
Het Wereldkampioenschap Twenty20 vrouwen 2010 was het wereldkampioenschap cricket in de vorm Twenty20, dat in West-Indië werd gehouden van 5 mei tot 16 mei 2010. Er deden aan het toernooi acht teams mee. Alle groepswedstrijden werden gespeeld in Saint Kitts en Nevis, de halve finales in Saint Lucia en de finale op Barbados.

## Groepen
| Groep A                                                   | Groep B                                                |
| --------------------------------------------------------- | ------------------------------------------------------ |
| Engeland (1) Australië (3) West-Indië (5) Zuid-Afrika (7) | Nieuw-Zeeland (2) India (4) Sri Lanka (6) Pakistan (8) |

## Wedstrijden

### Groepsfase

#### Groep A
| Team        | Pld | W | L | NR | NRR    | Pts |
| ----------- | --- | - | - | -- | ------ | --- |
| Australië   | 3   | 3 | 0 | 0  | +0.550 | 6   |
| West-Indië  | 3   | 2 | 1 | 0  | +0.167 | 4   |
| Engeland    | 3   | 1 | 2 | 0  | +0.900 | 2   |
| Zuid-Afrika | 3   | 0 | 3 | 0  | −1.617 | 0   |

| 5 mei Scorecard | West-Indië 175/5 (20 overs)                         | v | Zuid-Afrika 158/4 (20 overs)                       | West Indië wint met 17 runs Warner Park Stadium, Basseterre, Saint Kitts en Nevis Umpires: Asoka de Silva (SL) & Rod Tucker (Aus) Man of the Match: Deandra Dottin (WI) |
| 5 mei Scorecard | Deandra Dottin 112* (45) Chloe Tryon 2/28 (3 overs) |   | Shandre Fritz 58 (52) Pamela Lavine 1/14 (2 overs) | West Indië wint met 17 runs Warner Park Stadium, Basseterre, Saint Kitts en Nevis Umpires: Asoka de Silva (SL) & Rod Tucker (Aus) Man of the Match: Deandra Dottin (WI) |
|                 |                                                     |   |                                                    | |

| 5 mei Scorecard | Engeland 104 (17.3 overs)                          | v | Australië 104 (19.4 overs)                     | Wedstrijd gelijk. Australia won the one-over eliminator. Warner Park Stadium, Basseterre, Saint Kitts en Nevis Umpires: Marais Erasmus (SA) & Shavir Tarapore (Ind) Man of the Match: Lisa Sthalekar (Aus) |
| 5 mei Scorecard | Sarah Taylor 46 (44) Lisa Sthalekar 3/29 (4 overs) |   | Leah Poulton 23 (28) Nicki Shaw 2/10 (3 overs) | Wedstrijd gelijk. Australia won the one-over eliminator. Warner Park Stadium, Basseterre, Saint Kitts en Nevis Umpires: Marais Erasmus (SA) & Shavir Tarapore (Ind) Man of the Match: Lisa Sthalekar (Aus) |
|                 |                                                    |   |                                                | |

| 7 mei Scorecard | Australië 155 (19.3 overs)                               | v | Zuid-Afrika 131/7 (20 overs)                             | Australië wint met 24 runs Warner Park Stadium, Basseterre, Saint Kitts en Nevis Umpires: Asad Rauf (Pak) en Shavir Tarapore (Ind) Man of the Match: Shelley Nitschke (Aus) |
| 7 mei Scorecard | Shelley Nitschke 44 (32) Shabnim Ismail 3/30 (3.3 overs) |   | Mignon du Preez 53* (43) Shelley Nitschke 2/21 (4 overs) | Australië wint met 24 runs Warner Park Stadium, Basseterre, Saint Kitts en Nevis Umpires: Asad Rauf (Pak) en Shavir Tarapore (Ind) Man of the Match: Shelley Nitschke (Aus) |
|                 |                                                          |   |                                                          | |

| 7 mei Scorecard                          | West-Indië 122/8 (20 overs)                     | v | Engeland 120/9 (20 overs)                         | West Indie wint met 2 runs Warner Park Stadium, Basseterre, Saint Kitts en Nevis Umpires: Tony Hill (NZ) and Rod Tucker (Aus) Man of the Match: Anisa Mohammed (WI) |
| 7 mei Scorecard                          | Juliana Nero 32 (36) Laura Marsh 3/17 (4 overs) |   | Sarah Taylor 33 (25) Anisa Mohammed 2/9 (4 overs) | West Indie wint met 2 runs Warner Park Stadium, Basseterre, Saint Kitts en Nevis Umpires: Tony Hill (NZ) and Rod Tucker (Aus) Man of the Match: Anisa Mohammed (WI) |
| - England won de toss en koos te velden. |                                                 |   |                                                   | |

| 9 mei Scorecard | Engeland 141/6 (20 overs)                               | v | Zuid-Afrika 85 (17 overs)                             | Engeland wint met 56 runs Warner Park Stadium, Basseterre, Saint Kitts en Nevis Umpires: Asad Rauf (Pak) and Shavir Tarapore (Ind) Man of the Match: Danielle Wyatt (Eng) |
| 9 mei Scorecard | Lydia Greenway 34* (22) Dane van Niekerk 1/23 (4 overs) |   | Cri-zelda Brits 20 (33) Danielle Wyatt 4/11 (3 overs) | Engeland wint met 56 runs Warner Park Stadium, Basseterre, Saint Kitts en Nevis Umpires: Asad Rauf (Pak) and Shavir Tarapore (Ind) Man of the Match: Danielle Wyatt (Eng) |
|                 |                                                         |   |                                                       | |

| 9 mei | West-Indië 124/7 (20 overs)                          | v | Australië 133/7 (20 overs)                           | Australië wint met 9 runs Warner Park Stadium, Basseterre, Saint Kitts en Nevis Umpires: Marais Erasmus (SA) and Tony Hill (NZ) Man of the Match: Stafanie Taylor (WI) |
| 9 mei | Alex Blackwell 28 (26) Anisa Mohammed 3/17 (4 overs) |   | Stafanie Taylor 58* (54) Ellyse Perry 2/19 (3 overs) | Australië wint met 9 runs Warner Park Stadium, Basseterre, Saint Kitts en Nevis Umpires: Marais Erasmus (SA) and Tony Hill (NZ) Man of the Match: Stafanie Taylor (WI) |
|       |                                                      |   |                                                      | |

#### Groep B
| Team          | Pld | W | L | NR | NRR    | Pts |
| ------------- | --- | - | - | -- | ------ | --- |
| Nieuw-Zeeland | 3   | 3 | 0 | 0  | +2.514 | 6   |
| India         | 3   | 2 | 1 | 0  | +1.452 | 4   |
| Sri Lanka     | 3   | 1 | 2 | 0  | −1.950 | 2   |
| Pakistan      | 3   | 0 | 3 | 0  | −1.733 | 0   |

| 6 mei Scorecard | Sri Lanka 108 (19.3 overs)                       | v | Pakistan 107 (20 overs)                               | Sri Lanka wint met 1 run Warner Park Stadium, Basseterre, Saint Kitts en Nevis Umpires: Marais Erasmus (SA) & Rod Tucker (Aus) Man of the Match: Bismah Maroof (Pak) |
| 6 mei Scorecard | Inoka Galagedara 25 (28) Nida Dar 2/10 (2 overs) |   | Bismah Maroof 42 (40) Eshani Kaushalya 2/30 (4 overs) | Sri Lanka wint met 1 run Warner Park Stadium, Basseterre, Saint Kitts en Nevis Umpires: Marais Erasmus (SA) & Rod Tucker (Aus) Man of the Match: Bismah Maroof (Pak) |
|                 |                                                  |   |                                                       | |

| 6 mei Scorecard | India 139/8 (20 overs)                         | v | Nieuw-Zeeland 129/8 (20 overs)               | Nieuw-Zeeland wint met 10 runs Warner Park Stadium, Basseterre, Saint Kitts en Nevis Umpires: Asad Rauf (Pak) and Asoka de Silva (SL) Man of the Match: Suzie Bates (NZ) |
| 6 mei Scorecard | Suzie Bates 32 (30) Diana David 4/27 (4 overs) |   | Mithali Raj 44 (36) Sian Ruck 2/17 (4 overs) | Nieuw-Zeeland wint met 10 runs Warner Park Stadium, Basseterre, Saint Kitts en Nevis Umpires: Asad Rauf (Pak) and Asoka de Silva (SL) Man of the Match: Suzie Bates (NZ) |
|                 |                                                |   |                                              | |

| 8 mei Scorecard | India 104/6 (20 overs)                       | v | Pakistan 106/1 (16.4 overs)                      | India wint met 9 wickets Warner Park Stadium, Basseterre, Saint Kitts en Nevis Umpires: Marais Erasmus (ZA) en Tony Hill (NZ) Man of the Match: Poonam Raut (Ind) |
| 8 mei Scorecard | Sana Mir 35 (41) Priyanka Roy 3/19 (4 overs) |   | Poonam Raut 54* (54) Urooj Mumtaz 0/13 (4 overs) | India wint met 9 wickets Warner Park Stadium, Basseterre, Saint Kitts en Nevis Umpires: Marais Erasmus (ZA) en Tony Hill (NZ) Man of the Match: Poonam Raut (Ind) |
|                 |                                              |   |                                                  | |

| 8 mei Scorecard | Nieuw-Zeeland 154/7 (20 overs)                         | v | Sri Lanka 107/8 (20 overs)                             | Nieuw-Zeeland wint met 47 runs Warner Park Stadium, Basseterre, Saint Kitts en Nevis Umpires: Asad Rauf (Pak) and Marais Erasmus (SA) Man of the Match: Suzie Bates (NZ) |
| 8 mei Scorecard | Suzie Bates 50 (43) Chamani Seneviratna 4/21 (4 overs) |   | Suwini de Alwis 26 (24) Erin Bermingham 2/15 (4 overs) | Nieuw-Zeeland wint met 47 runs Warner Park Stadium, Basseterre, Saint Kitts en Nevis Umpires: Asad Rauf (Pak) and Marais Erasmus (SA) Man of the Match: Suzie Bates (NZ) |
|                 |                                                        |   |                                                        | |

| 10 mei Scorecard | Pakistan 65/9 (20 overs)                        | v | Nieuw-Zeeland 71/4 (8.2 overs)                   | New Zealand wint met 6 wickets Warner Park Stadium, Basseterre, Saint Kitts en Nevis Umpires: Asoka de Silva (SL) and Shavir Tarapore (Ind) Man of the Match: Nicola Browne (NZ) |
| 10 mei Scorecard | Sania Khan 15 (28) Nicola Browne 4/15 (4 overs) |   | Sophie Devine 23 (15) Sadia Yousuf 2/9 (2 overs) | New Zealand wint met 6 wickets Warner Park Stadium, Basseterre, Saint Kitts en Nevis Umpires: Asoka de Silva (SL) and Shavir Tarapore (Ind) Man of the Match: Nicola Browne (NZ) |
|                  |                                                 |   |                                                  | |

| 10 mei Scorecard | India 144/3 (20 overs)                                     | v | Sri Lanka 73/9 (20 overs)                             | India wint met 71 runs Warner Park Stadium, Basseterre, Saint Kitts en Nevis Umpires: Marais Erasmus (SA) and Rod Tucker (Aus) Man of the Match: Sulakshana Naik (Ind) |
| 10 mei Scorecard | Sulakshana Naik 59 (54) Udeshika Prabodhani 1/15 (2 overs) |   | Deepika Rasangika 31* (44) Diana David 4/12 (4 overs) | India wint met 71 runs Warner Park Stadium, Basseterre, Saint Kitts en Nevis Umpires: Marais Erasmus (SA) and Rod Tucker (Aus) Man of the Match: Sulakshana Naik (Ind) |
|                  |                                                            |   |                                                       | |

### Knock-outfase
|  | Halve finale  | Halve finale  |              |  | Finale    | Finale       |  |
|  |               |               |              |  |           |              |  |
|  |               |               |              |  |           |              |  |
|  | Australië     | 123/3 (18.5)  |              |  |           |              |  |
|  | India         | 119/5 (20.0)  |              |  |           |              |  |
|  |               |               |              |  |           |              |  |
|  |               |               |              |  |           |              |  |
|  |               |               |              |  | Australië | 106/8 (20.0) |  |
|  |               | Nieuw-Zeeland | 103/6 (20.0) |  |           |              |  |
|  |               |               |              |  |           |              |  |
|  |               |               |              |  |           |              |  |
|  |               |               |              |  |           |              |  |
|  |               |               |              |  |           |              |  |
|  | Nieuw-Zeeland | 180/5 (20.0)  |              |  |           |              |  |
|  | West-Indië    | 124/8 (20.0)  |              |  |           |              |  |

#### Halve finales
| 13 mei 20:00 GMT Scorecard | Australië 123/3 (18.4 overs)                    | v | India 119/5 (20 overs)                             | Australië wint met 7 wickets Beausejour Stadium, Gros Islet, St Lucia Umpires: Marais Erasmus (SA) and Tony Hill (NZ) |
| 13 mei 20:00 GMT Scorecard | Poonam Raut 44 (51) Rene Farrell 1/22 (4 overs) |   | Alex Blackwell 61 (49) Priyanka Roy 2/27 (4 overs) | Australië wint met 7 wickets Beausejour Stadium, Gros Islet, St Lucia Umpires: Marais Erasmus (SA) and Tony Hill (NZ) |
|                            |                                                 |   |                                                    | |

| 14 mei 20:00 GMT Scorecard | Nieuw-Zeeland 180/5 (20.0 overs)                     | v | West-Indië 124/8 (20.0 overs)                        | Nieuw-Zeeland wint met 56 runs Beausejour Stadium, Gros Islet, St Lucia Umpires: Asoka de Silva (SL) and Rod Tucker (Aus) Man of the Match: Sara McGlashan (NZ) |
| 14 mei 20:00 GMT Scorecard | Sara McGlashan 84 (55) Shakera Selman 2/27 (4 overs) |   | Stafanie Taylor 40 (33) Aimee Watkins 3/26 (4 overs) | Nieuw-Zeeland wint met 56 runs Beausejour Stadium, Gros Islet, St Lucia Umpires: Asoka de Silva (SL) and Rod Tucker (Aus) Man of the Match: Sara McGlashan (NZ) |
|                            |                                                      |   |                                                      | |

#### Finale
| 16 mei 20:00 GMT Scorecard | Australië 106/8 (20 overs)                        | v | Nieuw-Zeeland 103/6 (20 overs)                    | Australië wint met 3 runs Kensington Oval, Bridgetown, Barbados Umpires: Asoka de Silva (SL) and Marais Erasmus (SA) Man of the Match: Ellyse Perry (Aus) |
| 16 mei 20:00 GMT Scorecard | Leah Poulton 20 (34) Nicola Browne 2/11 (4 overs) |   | Sophie Devine 38 (63) Ellyse Perry 3/18 (4 overs) | Australië wint met 3 runs Kensington Oval, Bridgetown, Barbados Umpires: Asoka de Silva (SL) and Marais Erasmus (SA) Man of the Match: Ellyse Perry (Aus) |
|                            |                                                   |   |                                                   | |

Regulier wereldkampioenschap (One Day International)
Wereldkampioenschap Twenty20

Wereldkampioenschap testcricket